# シス☆ぽん〜孕ませ♪ご馳走さまっ!〜
『シス☆ぽん〜孕ませ♪ご馳走さまっ!〜』（シスぽん はらませごちそうさまっ！）は、有限会社アルケミーのブランドであるすももから2007年11月30日に発売された18禁恋愛アドベンチャーゲーム。キャッチコピーは「おにいちゃん…どっちに…してくれるの？」。2007年11月15日からオフィシャルホームページ上にてデモムービーが公開されている。

## ストーリー
とある学校に通う主人公・鞍馬龍彦は、天狗の家系（本家）に生まれたため、ゆくゆくは掟により妹であるみちると結ばれるはずが、出生時に分家の妹である奈々香がみちると取り違えられたかもしれないとの連絡が入った。そして、その取り違えがあったかもしれない奈々香がやってくる。こうして一つ屋根の下、3人の天狗の血筋を巡る共同生活が始まった。

## 登場人物
鞍馬 龍彦（くらま たつひこ）
声：なし
主人公。鞍馬家直系の一人息子で、野球部に所属しているがいわゆる万年ベンチ選手。
鞍馬 みちる（くらま みちる）
声：倉田まりや
主人公と暮らしてきた女の子。性格は活発的であり、女友達からの支持も多い。しかし家庭的なことはからきしダメでそれがコンプレックスになっているようである。
鞍馬 奈々香（くらま ななか）
声：芹園みや
今回の騒動でやってきた女の子。性格はみちると対照的にいわゆる淑女の体であり、家事全般をそつなくこなせ、本人もそれを認めている。

## スタッフ
- 原画：大泉だいさく
- シナリオ：奈落ハジメ
- 音楽：憔悴ラジヲ